# Arenaria nigricans
Arenaria nigricans là loài thực vật có hoa thuộc họ Cẩm chướng. Loài này được Hand.-Mazz. mô tả khoa học đầu tiên năm 1929.